# Jessica Harp
Jessica Leigh Harp (Kansas City, 3 febbraio 1982) è una cantautrice e chitarrista statunitense.
Pubblica il primo album della propria carriera musicale Preface nel 2002.
In seguito, forma, insieme alla sua amica di vecchia data Michelle Branch il duo musicale delle The Wreckers, la cui canzone "The Good Kind" viene inserita nella colonna sonora del popolare serial One Tree Hill.
Dopo l'uscita del loro primo album Stand Still, Look Pretty nel 2006, il singolo "Leave the Pieces" viene nominato ai Grammy Awards come" Miglior performance country di un gruppo".
Nell'agosto 2007, Jessica e Michelle annunciano che il gruppo sarebbe rimasto in stand-by, mentre le due ragazze avrebbero proseguito la propria carriera da soliste.
Il 4 febbraio 2008, la Harp si è sposata con il violinista Jason Mowery, che aveva in precedenza suonato con le Wreckers.

## Discografia

### Solista
| Year | Album         |
| ---- | ------------- |
| 2002 | Preface       |
| 2009 | A Woman Needs |

### The Wreckers
| Year | Album                    |
| ---- | ------------------------ |
| 2006 | Stand Still, Look Pretty |